# Long Beach Grand Prix Circuit
Der Long Beach Grand Prix Circuit (aktuelle Bezeichnung: Long Beach Street Circuit) ist ein Stadtkurs in Long Beach, Kalifornien, rund um das Long Beach Convention Center, der einmal jährlich für die Austragung des Long Beach Grand Prix eingerichtet wird. Dieser ist einer der populärsten Stadtrennen in den USA und ehemaliger Austragungsort des Große Preis der USA West der Formel 1 sowie aktuell seit 1984 Austragungsstätte der Champ-Car-Serie (CART) und der IndyCar Series. Die Fahrtrichtung ist im Uhrzeigersinn.

## Geschichte

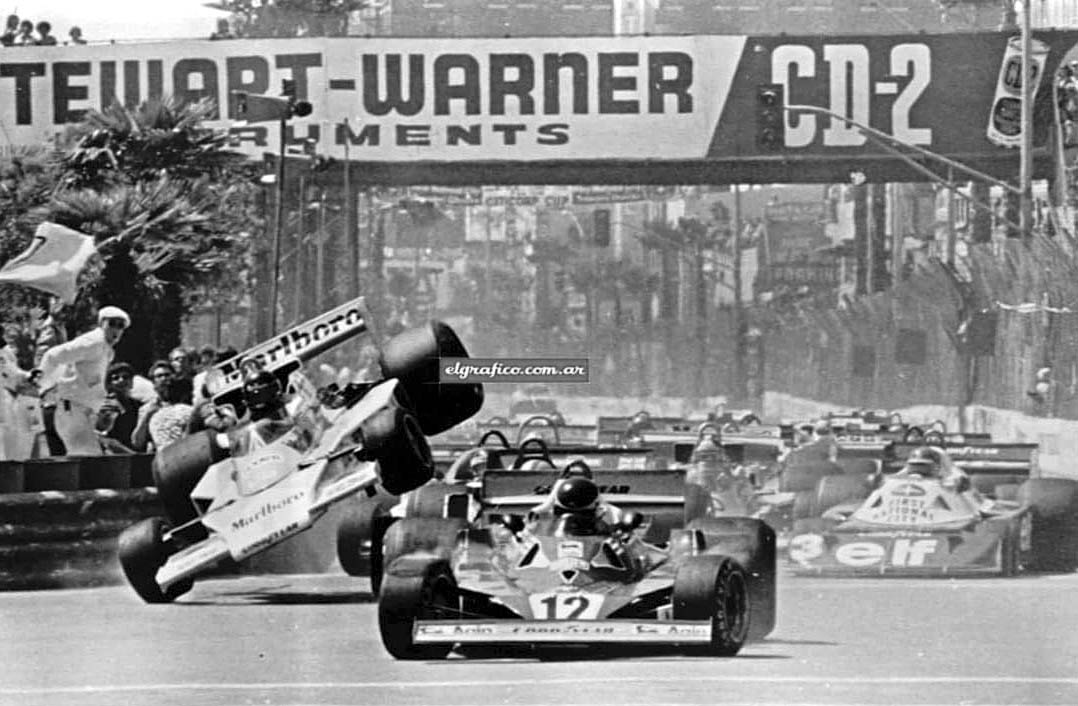
Formel 1 GP auf dem Long Beach Circuit 1977 – Unfall zwischen James Hunt und Carlos Reutemann

Die Veranstaltungen in Long Beach gehen auf eine Initiative des Veranstalters Chris Pook zurück, der, inspiriert vom Formel-1-Grand-Prix in Monaco, 1975 eine ähnliche Rennveranstaltung in den USA initiieren wollte. Seine Wahl fiel auf die 40 km südlich von Los Angeles gelegene Stadt Long Beach. In der Nähe des Hafens von Long Beach wurde auf den Straßen der Stadt ein Rundkurs nahe der Uferpromenade angelegt, und obwohl die Gegend zu dieser Zeit eine abgewirtschaftete, industrielle Hafenstadt war, zog die erste für die Formel 5000 ausgerichtete Veranstaltung 30.000 Fans an. Die Veranstaltung weckte das Interesse des damaligen Formel-1-Promotors Bernie Ecclestone und schon im folgenden Jahr trat die Formel-1-Weltmeisterschaft auf dem Kurs an der amerikanischen Westküste im Rahmen des extra dafür angesetzten „Großer Preis der USA West“ auf dem Kurs an.
Von 1980 an sponsorte Toyota als Namensgeber die Veranstaltung. Die Partnerschaft mit dem japanischen Automobilhersteller hatte bis 2018 Bestand. Seitdem hat Acura, der amerikanische Arm des Automobilherstellers Honda, die Namensrechte an der Veranstaltung übernommen.
Die Formel 1 trat bis 1983 insgesamt achtmal an. Als die von Ecclestone geforderten Antrittssummen von 6–7 Mio. US-Dollar zu einem zu großen finanziellen Risiko für Pook wurden, wechselte man für 1984 auf die CART-Serie als Veranstaltungspartner.
Umbauten des aufstrebenden Stadtteils in den 80er und 90er Jahren – so der Bau des Long Beach Convention Centers – machten mehrere Umbauten der Streckenführung erforderlich. Die heutige 3,167 km lange Streckenvariante wird seit dem Jahr 2000 benutzt.
2015 und 2016 fand auf einer auf 2,1 km verkürzten Variante der Strecke der Long Beach ePrix statt.

## Veranstaltungen

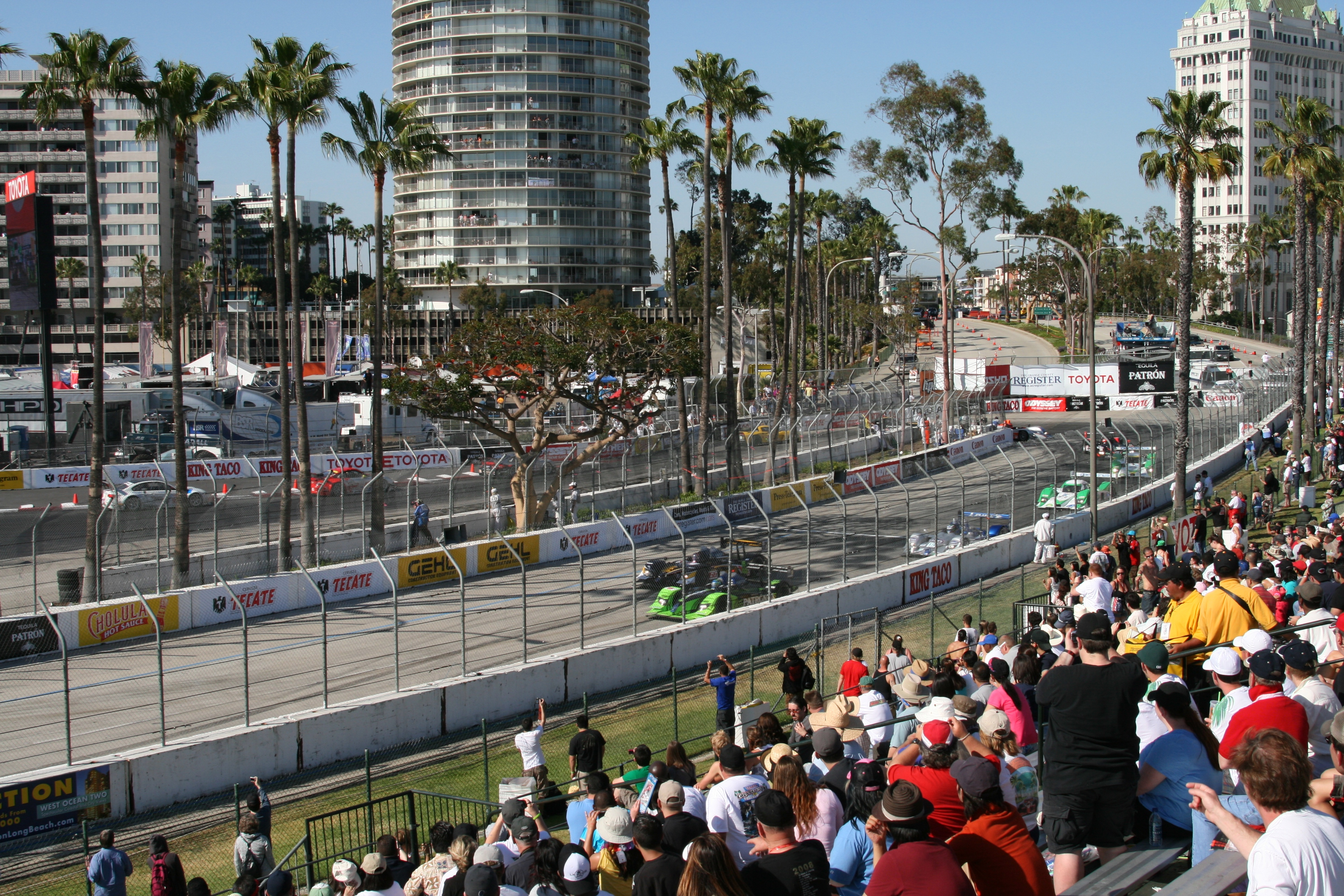
IMSA Weather Tech Series – Start des Rennens in Long Beach 2015

Nach dem ersten Long Beach Grand Prix im Jahr 1975, in dem ein Formel-5000-Rennen ausgetragen wurde, gastierte von 1976 bis 1983 insgesamt achtmal die Formel 1 unter dem Namen „Großer Preis der USA West“, es ist die einzige Rennstrecke, auf der dieses Event je ausgetragen wurde. Von 1984 bis 2008 gastierte als Nachfolge-Hauptveranstaltung der Formel-1-Rennen die in den USA wesentlich populärere Champ-Car-Serie (CART). 2008 trug diese Serie hier ihr Abschiedsrennen aus, welches bereits zur IndyCar Series zählte. Seit 2009 geht die IndyCar Series an den Start, in die die Champ-Car-Serie im Jahr zuvor eingegliedert wurde.
Bis Von 1987 bis 2005 startete hier im Rahmenprogramm insgesamt 14 mal die Sportwagen-Rennserie der Trans-Am-Serie, welche für 2006 einmalig von der Grand-Am abgelöst wurde. Von 2007 bis 2013 fuhr die American Le Mans Series. Seit 2014 gastiert die IMSA WeatherTech SportsCar Championship als Nachfolger der ALMS und Grand-Am-Serie hier. Als Unterbau der IndyCar Series fanden zwischen 1989 und 2015 insgesamt 20 Rennen der Indy-Lights-Serie statt. Von 1989 bis 2008 gastierte hier die Formel Atlantic.
Aktuell (Stand 2025) starten im Rahmen der Veranstaltung, deren Headliner die Indycars und die IMSA-Serie sind, die GT America Serie und die Boost Mobile Stadium Super Trucks.

## Statistik

### Alle Sieger von Formel-1-Rennen in Long Beach
| Nr. | Jahr | Fahrer            | Konstrukteur | Motor   | Reifen | Zeit          | Streckenlänge | Runden | Ø-Tempo      | Datum    | GP der   |
| --- | ---- | ----------------- | ------------ | ------- | ------ | ------------- | ------------- | ------ | ------------ | -------- | -------- |
| 1   | 1976 | Clay Regazzoni    | Ferrari      | Ferrari | G      | 1:53:18,471 h | 3,251 km      | 80     | 137,720 km/h | 28. März | USA West |
| 2   | 1977 | Mario Andretti    | Lotus        | Ford    | G      | 1:51:35,470 h | 3,251 km      | 80     | 139,839 km/h | 3. April | USA West |
| 3   | 1978 | Carlos Reutemann  | Ferrari      | Ferrari | M      | 1:52:01,301 h | 3,251 km      | 80     | 140,172 km/h | 2. April | USA West |
| 4   | 1979 | Gilles Villeneuve | Ferrari      | Ferrari | M      | 1:50:25,40 h  | 3,251 km      | 80     | 142,201 km/h | 8. April | USA West |
| 5   | 1980 | Nelson Piquet     | Brabham      | Ford    | G      | 1:50:18,550 h | 3,251 km      | 80     | 142,348 km/h | 30. März | USA West |
| 6   | 1981 | Alan Jones        | Williams     | Ford    | M      | 1:50:41,33 h  | 3,251 km      | 80     | 141,860 km/h | 15. März | USA West |
| 7   | 1982 | Niki Lauda        | McLaren      | Ford    | M      | 1:58:25,318 h | 3,428 km      | 75     | 131,131 km/h | 4. April | USA West |
| 8   | 1983 | John Watson       | McLaren      | Ford    | M      | 1:53:34,889 h | 3,275 km      | 75     | 129,753 km/h | 27. März | USA West |

Rekordsieger Fahrer: ––
Rekordsieger Fahrernationen: ––
Rekordsieger Konstrukteure: Ferrari (3)
Rekordsieger Motorenhersteller: Ford (5)
Rekordsieger Reifenhersteller: Michelin (5)